# Nouran Gohar
Nouran Gohar, née le 30 septembre 1997 au Caire, est une joueuse professionnelle de squash représentant l'Égypte. Elle remporte en 2019 le British Open et l'US Open. Elle devient no 1 mondiale en juillet 2020 à la suite de la retraite de Raneem El Weleily. En mai 2024, elle devient championne du monde.
Elle est mariée depuis 2020 avec l'escrimeur égyptien Ziad El-Sissy,. 

## Biographie
Nouran Gohar fait partie de la formidable génération égyptienne qui s'impose comme une force majeure du squash mondial.
Elle étudie au lycée français du Caire et obtient un bac scientifique avec mention Très Bien, ce qui lui permet de parler un français parfait,.
Elle remporte son premier titre à l'Open de Prague en décembre 2013 à l'âge de 16 ans seulement face à Lucie Fialová.
Elle obtient un autre titre l'année suivante à l'Irish Open avant sa superbe victoire sur Omneya Abdel Kawy dans la finale du Monte-Carlo Squash Classic qui lui permet d'accéder au top 20 pour la première fois.
Un quart de finale à l'Open du Texas en avril 2015 lui assure une place dans le top 15 mondial.
Trois mois plus tard, Nouran Gohar s'affirme comme l'une des meilleurs juniors mondiales quand elle remporte le championnat du monde junior, battant sa compatriote Habiba Mohamed en finale.
Elle bat la superstar malaisienne Nicol David, puis la championne du British Open Camille Serme dans l'Open de Chine le mois suivant et accède jusqu'à la finale avant de perdre face à Raneem El Weleily. Après avoir atteint le même stade à l'Open de Macao, elle intègre le top 10 mondial en octobre 2015.
2016 voit Nouran Gohar atteindre une première finale des World Series en devenant la deuxième plus jeune finaliste British Open de l'ère moderne grâce à des victoires notables sur Raneem El Weleily et Camille Serme.
Malgré la défaite contre Nour El Sherbini, la bonne forme de Nouran Gohar continue lors du championnat du monde un mois plus tard, où elle atteint les demi-finales perdant à nouveau face à El Sherbini. Elle conserve également son titre de championne du monde junior ainsi que son titre du British Junior Open.
Elle remporte son premier titre majeur lors du Hong Kong Open où elle bat en finale l'Américaine Amanda Sobhy, après avoir mis fin en demi-finale à la série de 11 Hong-Kong Open successifs remportés par Nicol David.
Après une relative période de stagnation où elle reste néanmoins dans le top 10, elle signe une performance majeure en avril 2019 en éliminant la championne du monde et no 2 mondiale, Nour El Sherbini lors du tournoi platinum El Gouna International avant de s'incliner blessée en finale face à la no 1 mondiale Raneem El Weleily. Elle confirme le mois suivant en prenant sa revanche en quart de finale du British Open face à cette même joueuse et en s'imposant en finale face à Camille Serme. Dès le début de la saison 2019-2020, elle s'impose lors du tournoi platinum US Open pour en devenir à 22 ans la plus jeune championne. En juillet 2020, elle devient no 1 mondial à la suite du retrait de Raneem El Weleily, place qu'elle perd quatre mois plus tard à l'occasion de sa défaite en finale de l'Open d'Égypte face à Nour El Sherbini. Au cours de la saison 2021-2022, elle remporte quatre tournois platinum d'affilée, se rapprochant de la première place mondiale. Elle reprend la première place mondiale au classement de avril 2022.
En juin 2023, elle remporte les World Series Finals face à Hania El Hammamy au terme du match féminin le plus long de l'histoire, long de 130 min. En mai 2024, elle remporte le championnat du monde face à Nour El Sherbini qui restait sur cinq succès consécutifs.

## Palmarès

### Titres
- Championnats du monde : 2023-2024
- El Gouna International : 3 titres (2023, 2024, 2025)
- Black Ball Squash Open : 2 titres (2022, 2023)
- Windy City Open : 2022
- Open d'Égypte : 2021
- World Series Finals : 4 titres (2021, 2023, 2024, 2025)
- US Open : 4 titres (2019, 2021, 2022, 2024)
- British Open : 2 titres (2019, 2024)
- Hong Kong Open : 2 titre (2016, 2024)
- Grasshopper Cup : 2025
- Houston Open : 2025
- Black Ball Squash Open : 2024
- South Western Women’s Open 2022
- Tournoi des champions : 2022
- Cincinnati Gaynor Cup : 2 titres (Cincinnati Gaynor Cup 2022, Cincinnati Gaynor Cup 2023)
- DAC Pro Squash Classic : 2021
- Carol Weymuller Open : 2020
- Open de Macao : 2 titres (2017, 2018)
- Monte-Carlo Squash Classic : 2014
- Championnats du monde junior : 2015 et 2016
- Championnats du monde par équipes : 3 titres (2016, 2018, 2022)
- Championnat d'Égypte : 3 titres (2017, 2021, 2022)

### Finales
- Championnats du monde : 3 finales ( 2020-2021, 2021-2022, 2022-2023)
- Open d'Égypte : 3 finales (2020, 2022, 2024)
- Paris Squash 2024
- Qatar Classic : 2024
- Tournoi des champions : 3 finales (2023, 2024, 2025)
- Windy City Open : 2024
- Paris Squash féminin 2023
- Tournament of Champions : 2023
- El Gouna International : 2021
- El Gouna International : 2 finales (2019, 2022)
- British Open : 4 finales (2016, 2021, 2022, 2023)
- Palm Hills Squash Open 2025
- Open de Chine : 3 finales (2015, 2016, 2017)
- Wadi Degla Open : 2016
- Open de Macao : 2015
- Championnats du monde junior : 2014